# 1905 en football
Cet article présente les faits marquants de l'année 1905 en football.

## Janvier
- 1er janvier : fondation du club argentin CA Independiente.

## Février
- 12 février : au Parc des Princes (Paris), la France bat la Suisse 1-0. C'est la première victoire internationale de l'équipe de France et le premier match officiel de l'équipe de Suisse.
- 19 février : Alf Common est transféré à Middlesbrough FC pour le montant record de 1000 £.
- 25 février : à Middlesbrough, l'Angleterre et l'Irlande font match nul 1-1.

## Mars
- 6 mars : à Wrexham, le pays de Galles bat l'Écosse 3-1.
- 10 mars : fondation du club anglais de Chelsea Football Club.
- 16 mars : fondation du club allemand 1.FSV Mainz 05.
- 18 mars : à Glasgow, l'Écosse bat l'Irlande 4-0.
- 19 mars : fondation du club argentin Club Atletico Belgrano.
- 27 mars : à Liverpool, l'Angleterre bat le pays de Galles 3-1.

## Avril
- 1er avril : à Crystal Palace (Londres), l'Angleterre bat l'Écosse 1-0.
- 3 avril : fondation du club argentin de Boca Juniors.
- 6 avril : crédité du même nombre de points à la fin du championnat, Celtic FC et Rangers FC disputent un match d'appui afin de désigner le champion d'Écosse. Celtic s'impose 2-1.
- 8 avril : Third Lanarck et Glasgow Rangers font match nul 0-0 en finale de la Coupe d'Écosse. Finale à rejouer.
- 9 avril : Juventus champion d'Italie.
- Newcastle UFC champion d'Angleterre.
- 14 avril : l'Angleterre rejoint la FIFA.
- 15 avril : Third Lanarck gagne la Coupe d'Écosse en s'imposant en finale face aux Glasgow Rangers, 3-1.
- 15 avril : Aston Villa remporte la FA Cup face à Newcastle UFC, 2-0.
- 16 avril : le Gallia Club Paris est champion de France USFSA en s'imposant 1-0 au Parc des Princes face au Racing Club de Roubaix.

- 18 avril : le Real Madrid remporte la Coupe d’Espagne face au Athletic Bilbao, 1-0.
- 18 avril : à Belfast, l'Irlande et le pays de Galles font match nul 2-2.
- 22 avril : le Grasshopper-Club Zurich remporte le championnat de Suisse.
- La Royale Union Saint-Gilloise est championne de Belgique.
- 30 avril : à Anvers, la sélection des Pays-Bas bat la Belgique 4-1.

## Mai
- 5 mai : fondation du club argentin CA Colon de Santa Fe.
- 7 mai : à Bruxelles, la Belgique écrase la France 7-0.
- 13 mai : fondation du club brésilien Sport Club do Recife.
- 14 mai : à Rotterdam, la sélection des Pays-Bas bat la Belgique 4-0.

## Juin
- 1er juin : HVV La Haye champion des Pays-Bas.
- Fondation de deux clubs londoniens : Charlton Athletic Football Club (9 juin) et Crystal Palace Football Club.

## Août
- 4 août : fondation du club argentin Estudiantes de La Plata.
- 15 août : à Buenos Aires, l'Argentine et l'Uruguay font match nul 0-0.

## Septembre
- 4 septembre : inauguration à Londres du stade de football de Stamford Bridge, ex enceinte destinée à l'athlétisme et désormais antre du Chelsea Football Club.
- 17 septembre : Alumni est champion d'Argentine.

## Octobre
- 1er octobre : fondation du club turc Galatasaray.
- 14 octobre : fondation du club espagnol FC Séville.

## Novembre
- 1er novembre : Paulistano champion de l'État de Sao Paulo (Brésil).

## Décembre
- Fondation du club français Sporting Club de Bastia.
- 29 décembre : fondation du club français Association de la jeunesse auxerroise.

## Naissances
- 17 janvier : Guillermo Stábile, footballeur argentin († 27 décembre 1966).
- 18 janvier : Enrique Ballestero, footballeur uruguayen († 11 octobre 1969).
- 5 février : Robert Dauphin, footballeur français († 18 juillet 1961).
- 27 février : Jacques Mairesse, footballeur français († 15 juin 1940).
- 9 mars : Jimmy Dunne, footballeur irlandais († 14 novembre 1949).
- 19 mars : Mario Fortunato, footballeur argentin († 10 janvier 1970).
- 11 mai : Pedro Petrone, footballeur uruguayen († 13 décembre 1964).
- 14 mai : Jaguaré, footballeur brésilien († 27 août 1946).
- 19 mai : 
  - Maurice Banide, footballeur français († 20 mai 1995).
  - Antonio Lozes, footballeur français († 1945).
- 11 juin : Georges Ouvray, footballeur français († 25 juillet 1983).
- 15 août : Henri Pavillard, footballeur français († 7 février 1978).
- 2 septembre : Marcel Galey, footballeur français († 31 janvier 1991).
- 12 septembre : Alexandre Villaplane, footballeur français († 26 décembre 1944).
- 25 septembre : Aurelio González, footballeur paraguayen († 9 juillet 1997).
- 26 septembre : Karl Rappan, footballeur autrichien († 31 décembre 1995).
- 29 septembre : Attilio Bernasconi, footballeur argentin naturalisé français († 18 avril 1971).
- 2 octobre : Laurent Henric, footballeur français († 3 mars 1992).
- 15 octobre : Angelo Schiavio, footballeur italien († 17 avril 1990).
- 20 octobre : Jacques Wild, footballeur français († 26 novembre 1990).
- 22 octobre : Manuel Ferreira, footballeur argentin († 29 juillet 1983).
- 3 novembre : Joe Bambrick, footballeur nord-irlandais († 13 octobre 1983).
- 20 décembre : Anfilogino Guarisi, footballeur italien († 8 juin 1974).
- 25 décembre : Étienne Mattler, footballeur français († 23 mars 1986).
- 28 décembre : Fulvio Bernardini, footballeur italien († 13 janvier 1984).

## Décès
- 6 janvier : Nicol Smith, footballeur écossais.
- 6 septembre : Morris Bates, footballeur anglais.